# CuteCircuit
CuteCircuit — компания, производящая модную одежду, основанная в Лондоне в 2004 году. Основателями CuteCircuit являются Райан Гентс и Франческа Розелла. Компания изготавливает предметы одежды из сферы носимых технологий и интерактивной моды.
Все элементы одежды CuteCircuit разработаны Франческа Розеллой и Райаном Гентс.
CuteCircuit была первой модной компанией, предлагающей умную одежду, которая вызывает эмоциональные, яркие впечатления у их владельцев, используя «умные» ткани и микроэлектронику. С запуска первой коллекции в 2004 году, дизайн-критик Джон Thackara высказался о Франческа Розелле как о «Мадонне носимых технологий».
Трансформационные творения от CuteCircuit были упомянуты в качестве вдохновителей и предшественников работ других авангардных дизайнеров, таких как Хуссейн Чалаян.

## Коллекции

### Специальные Проекты
Kinetic Dress (Кинетическое Платье)
Кинетическое платье от CuteCircuit было создано в 2004 году. Оно представляет собой взаимодействие одежды с движениями и настроением человека. В действительности платье светится и меняет орнамент в зависимости от движений.
Hug Shirt (Обнимающая рубашка)
Рубашка, которая воссоздает ощущения прикосновения, тепла и эмоций от объятий, Позволяет передавать и получать объятья на расстоянии. Всё дело в интегрированной системе датчиков, которые замеряют показания температуры тела, сердцебиения и силы нажатия. Затем при помощи специальных приводов эти данные воссоздаются в виде ощущений прикосновения и тепла на аналогичной кофте близкого человека. Работает «Обнимающая рубашка» через Bluetooth. Hug Shirt была отмечена как одно из лучших изобретений года по версии журнала Time в 2006 году и также удостоена первого приза на конференции Ciberart в Бильбао, Испания.
М Dress (Платье М)
В 2008 году CuteCircuit разработали «Платье М», которое принимает стандартные SIM-карты и позволяет совершать и принимать звонки в любое время, в любом месте, без необходимости носить с собой сотовый телефон.
Galaxy Dress (Галактическое платье)
Это крупнейший в мире носимый дисплей LED, вышитый 24 тыс. полноцветными светоизлучающими диодами. «Галактическое платье» является экспонатом выставки в Музее наук и промышленности (Museum of Science and Industry) в Чикаго.
TshirtOS
Разработанная компанией CuteCircuit в партнерстве с компанией Ballantine’s футболка с цифровым дисплеем, которую можно запрограммировать с помощью iOS-приложения и транслировать изображения и тексты, проигрывать музыку, а также делать фотографии.
CuteCircuit создает платья и костюмы для зарубежных артистов, а также для разного рода выступлений. В пример можно привести костюм Кэти Перри для её выступления в шоу «американский идол»,, кожаные куртки группы U2 во время тура U2 360 Tour, четырёхметровую юбку Лауры Паузини для её мирового турне Inedito. или платье для представительницы Азербайджана Сафуры Ализаде на Евровидении 2010.

## Награды и выставки
Компания CuteCircuit упомянута в многочисленных книгах и публикациях, таких как «100 идей, изменивших моду», «Мир меняется» под редакцией Алекса Штеффена с предисловием от Альберта Гора, «Создание будущего» от автора Сюзанны Ли, «Модные технологии: пересечение дизайна, моды, науки и техники» от Сабины Сеймур.
О многих изобретениях CuteCircuit были также опубликованы статьи в журналах и газетах, таких как «Huffington Post», «TIME», «ELLE», "Design Matters, «Stuff», «WIRED», «Дейли Телеграф», «Таймс», «Ффайнэншл Таймс», «Fashionology.»
Продукция CuteCircuit и интервью с основателями компании были представлены на таких каналах и мероприятиях как: BBC «The next generation of wearable tech»,BBC Global India, BBC Arabia, Channel 4"Home of the Future", Discovery Channel International, 5 «The Gadget Show», National Geographic Television, BBC World Technology, BBC Live at Five, BBC Go-Digital, National Japanese Television, and Current TV. Its work has been exhibited at the NEMO Science Museum in Amsterdam,Конференция siggraph, Design and Emotion Conference, International Symposium of Wearable Computing, 'How Smart are We?' Symposium at RIBA, 'Tomorrow’s Textiles' at the Science Museum in London, Test_Lab:Fashionable Technology at the Institute for the Unstable Media in Rotterdam Gravity Free 2008 and Fast Forward…Inventing the Future in Chicago’s Museum of Science and Industry INKtalks 2012 в Индии, Конференция MindTrek 2009 года в Финляндии, фестиваль PICNIC в Амстердаме, Галерея науки в Дублине, IDMAa конференция, Всемирный мобильный Конгресс, Этическое модное шоу, Смарт-ткани/интерактивный текстиль SFIT в Вашингтоне.